# Tomás de las Heras
Tomás de las Heras (Argentina, 4 de marzo de 1984) es un actor, guionista, educador popular y director argentino. 

## Carrera
Tomás de Las Heras tomó clases de actuación junto a reconocidos profesores argentinos, como Julio Chávez.Dio sus primeros pasos como actor participando en algunas obras teatrales, como Sonrisita busca un circo (2003), a la que sucedieron otras cinco puestas en escena. La última fue Piel de pollo, en el 2006, año en que debutó en televisión en Sos mi vida. Luego, fue en Lalola, ficción argentina que se trasformó en un verdadero éxito internacional. Él fue convocado para trabajar en otra tira de América (Dorimedia Group), Champs 12, donde encarna a uno de los personajes principales de la historia. Tuvo también una participación en el capítulo 28, titulado "Sofía, nena de papá" en la segunda temporada del exitoso unitario Mujeres asesinas. De 2010, Tomás se integrará al reparto de la telenovela juvenil que produce Ideas del Sur Consentidos interpretando a Max, con ganas de recuperar a su antiguo amor y a Alguien que me quiera. Tomás, junto a Liz Solari, aparició en el capítulo 7 titulado "Lo que piensan los demás", de la quinta temporada de la serie juvenil española Física o química, interpretando a dos buenos amigos de uno de los personajes, Cabano. Aparició también en unas publicidades, entre los que se cuenta el de Coca Cola (Argentina).En el 2011 dirigió el espectáculo teatral París en América, protagonizado por su colegas de Champs 12 Paula Castagnetti y Mariana Esnoz.
Como guionista participó de la creación de varios capítulos de la Miniserie "Diálogos Fundamentales" dirigida por Lucía Cedrón y protagonizada por Luis Machín y Roberto Carnaghi entre otros.[cita requerida] También ha dirigido la miniserie Combatientes junto a Jerónimo Paz Clemente, con quien comparte la autoría del material y estrenada en abril de 2013.[cita requerida]

## Filmografía

### Cine
- 2014 Showroom: Embarazado
- 2015 El Clan: Benito

### Televisión
- 2020 Pandemos: Marido (episodio:"47 m2")
- 2016 Soy Luna (serie de TV, 39 capítulos): Mariano
- 2015 Pan y vino (serie de TV): Lucas
- 2013 Los vecinos en guerra (serie de TV): Julián Pereyra
- 2013 Combatientes (serie de TV): Amante
- 2013 Sos mi hombre (serie de TV): Andrés
- 2013 Historia clínica (programa de TV): Gustavo
- 2011 Historias de la primera vez (miniserie de TV): Tomás
- 2011 Decisiones de vida (miniserie de TV)
- 2010 Física o Química (serie de TV, 1 capítulo): amigo de Cabano
- 2010 Alguien que me quiera (serie de TV, 1 capítulo): Tomás
- 2010 Consentidos (serie de TV): Max
- 2009 Champs 12 (serie de TV): Gonzalo Torres
- 2007-2008 Lalola (serie de TV): Nico
- 2006 Mujeres asesinas (serie de TV, 1 capítulo)
- 2006 Sos mi vida (serie de TV): Pablo

### Teatro
- 2011 París en América (director)
- 2010 Mi primera vez, Dir. M. Sancinetto
- 2006 Piel de pollo, Dir. H. Groso y Miguel Nigro
- 2006 En la vida hay amores, Dir. H. Gregorini y H. Groso
- 2005 Seis personajes en busca de un autor de Luigi Pirandelo
- 2005 Lerma la ciudad de los sueños
- 2004 Prohibido suicidarse en primavera de Alejandro Casona
- 2003 Sonrisita busca un circo

### Publicidad
- 2006 Coca-Cola, (Argentina)
- 2006 Galeno Life, La Oreja Producciones (Argentina)
- 2005 Comex Pinturerías, (México)

### Guion y Dirección
- 2011 "Diálogos Fundamentales", (Ficción, Argentina -Colaboración Autoral-)
- 2013 "Combatientes La Serie", (Ficción, Argentina)